# Ercole l'invincibile
Ercole l'invincibile è un film peplum del 1964 di Alvaro Mancori.

## Trama

Dan Vadis interpreta Ercole

Ercole salva Teica, la figlia del re, dalle fauci di un leone e se ne innamora perdutamente.
Il padre per concederla in sposa chiede ad Ercole di uccidere un feroce Drago che terrorizza il suo popolo.
Ercole riesce nell'impresa ma quando torna per richiedere la ricompense trova la città distrutta e scopre che il re è stato ucciso da Kabaol, capo del popolo dei Demios, che ha rapito anche la sua amata.
Ercole parte per liberarla e riesce nel suo intento, vendicando anche la morte del re.

## Curiosità
A parte Dan Vadis, e in parte Špela Rozin e Ken Clark, il resto del cast principale è accreditato con degli pseudonimi: Carla Calò come Carol Brown, Mario De Simone come John Simons, Maria Fiore come Jannette Barton, Ugo Sasso come Hugo Arden ecc.